# Eurotux
A Eurotux foi fundada em 2000 por um grupo de docentes da Universidade do Minho, conjuntamente com a investidora Pinheiro Coutinho SGPS.
Atualmente a atividade da empresa estrutura-se nas seguintes áreas de negócio: Managed Services; Cloud & DevOps; Outsourcing de TI; Projetos informáticos; Consultoria de TI; além do fornecimento de infraestrutura de TI e prestação de serviços externos de data center e cloud hosting
.
Além dos serviços citados, a Eurotux também oferece as seguintes soluções desenvolvidas em software open source: Backup, Firewall, Sistemas de Monitorização, Email, Solução de Trabalho Remoto e Ticketing
.
Ao longo do tempo a Eurotux tem desenvolvido trabalhos para empresas como o Grupo Impresa, Mapfre Seguros, Alert Life Sciences Computing, S.A, CAIXATEC - Tecnologias de Comunicação, S.A., TMN e organismos públicos da administração central.
Os projetos da Eurotux baseiam-se principalmente em Linux e em aplicações open source
, mas também incluem suporte a infraestruturas baseadas em Windows e outras tecnologias proprietárias.[carece de fontes?]
No ano de 2004 foi criada a Dipcode, como departamento especializado em web design que foi transformado em empresa pertencente ao Grupo Eurotux em 2018
. A Dipcode implementa projetos de grande dimensão em WordPress
 e aplicações web
 para o sector público e privado em Portugal e no estrangeiro.
Em 2007 a Eurotux, em conjunto com outras empresas do sector, fundou a ESOP - Associação de Empresas de Software Open Source Portuguesas
.
Em 2009, 2010 e 2011 recebeu o prémio PME Excelência pelo IAPMEI
.
Em 2011 ficou em 24º lugar no ranking das Melhores Empresas para Trabalhar
, tendo sido novamente distinguida em 2012
.
Nos últimos anos a Eurotux tem ampliado sua participação no mercado internacional, em especial ao nível do mercado Moçambicano com a criação da empresa ITMZ em 2012
. O Brasil será a próxima aposta de internacionalização da Eurotux
.